# 堀井春一郎
堀井 春一郎（ほりい しゅんいちろう、1927年2月19日 - 1976年5月15日）は、東京都出身の俳人。

## 生涯
麻布区（現港区）生まれ。1951年、慶應義塾大学文学部哲学科卒業。尾鷲高等学校で教員となり、杉野女子短期大学、戸板女子短期大学で教えた。
1936年、宗久月丈と長谷川かな女に師事する。1945年「水明」に投句。1950年、山口誓子の「天狼」に入会。1955年「氷海」に入会。1956年、天狼賞受賞。1957年「天狼」同人。秋元不死男の「氷海」、「琅玕」にも参加。1973年、総合誌『季刊俳句』を創刊するも4号で終刊。
「天狼」に傾倒してから、それ以前の句はすべて捨てたという。天狼調ながら、境涯的な情感のこもった句を作った。句集に『教師』『修羅』『曳白』がある。